# 阿澄佳奈 星空ひなたぼっこ
『阿澄佳奈 星空ひなたぼっこ』（あすみかな ほしぞらひなたぼっこ）は、文化放送超!A&G+にて、2010年4月5日から2011年3月28日まで地上デジタルラジオ放送を行い、同年4月4日から2023年3月30日までインターネット配信形式にて配信していた、簡易動画付きインターネット配信番組。パーソナリティは阿澄佳奈。

## 番組概要

### 放送時間・配信時間
毎週更新
- 2020年4月3日 - 2023年3月30日
金曜日 2:00 - 2:30 （リピート配信: 金曜日 14:00 - 14:30）
※ AG-ON Premiumにて、2019年4月5日より毎週金曜日12:00より1週間限定オンデマンド配信

過去の配信時間
隔週更新
- 2011年4月4日 - 9月26日
月曜日 23:00 - 24:00 （リピート放送: 火曜日 11:00 - 12:00、日曜日 13:00 - 14:00）
- 2011年10月10日 - 2012年9月24日
月曜日 23:00 - 24:00 （リピート放送: 火曜日 11:00 - 12:00、水曜日 16:00 - 17:00、木曜日 6:00 - 7:00、日曜日 13:00 - 14:00）
- 2012年10月1日 - 2015年9月28日
月曜日 23:00 - 24:00 （リピート放送: 火曜日 11:00 - 12:00、日曜日 13:00 - 14:00）

毎週更新 
- 2015年10月5日 - 2017年6月26日
月曜日 23:00 - 23:30 （リピート放送: 火曜日 11:00 - 11:30、日曜日 13:00 - 13:30）
- 2017年7月3日 - 2019年3月25日
月曜日 23:00 - 23:30 （リピート配信: 火曜日 11:00 - 11:30、日曜日 10:30 - 11:00）
- 2019年4月5日 - 2020年3月27日
金曜日 2:00 - 2:30 （リピート配信: 金曜日 14:30 - 15:00）

過去の放送時間（放送事業者としてのもの）
隔週更新
- 2010年4月5日 - 2010年9月27日
月曜日 23:00 - 24:00 （リピート放送: 火曜日 11:00 - 12:00）
- 2010年10月11日 - 2011年3月28日
月曜日 23:00 - 24:00 （リピート放送: 火曜日 11:00 - 12:00、日曜日 13:00 - 14:00）

### パーソナリティ
阿澄佳奈

## コーナー
ことのはつむぎ
阿澄が日々感じていることや最近思ったことなどについて毎回(2015年10月5日以降は隔週)文章を考え、朗読する。
あすみのすみ
リスナーからのどうでも良い質問に阿澄が答える。フリートークや他のコーナーが優先されてできないことが多い。
今月のめあて
毎月お題を出して、リスナーに挑戦してもらい、実践した状況を送ってもらう。目標は阿澄も挑戦する。
星ひなリスナー図鑑
「あすみ」のあいうえお作文でリスナー自身のことを伝える

### 番組途中で終了したコーナー
星組 阿澄先生
幼稚園児がしそうな質問に対して「星空幼稚園 星組 阿澄先生」が答える。
命名 阿澄
リスナーが名前をつけて欲しい物事に対して阿澄が名づける。
夜のおとも
夜をのんびりと過ごす事のできるアイテムを紹介する。
迷える阿澄さん
優柔不断かつ、些細な事に悩む、自称『面倒くさい女』の阿澄が、今悩んでいることに対する解決法をリスナーに募集する、『逆お悩み相談』のコーナー。2015年9月7日放送分で終了。
レディーの条件
リスナーからレディーの条件を募集し、レディーがどういうものかを学ぶ。大喜利的なネタコーナーではない。
みんなの目標宣言
リスナーから目標を募集し、阿澄が達成できるよう激励する。後日どうなったかも報告してもらう。

## ゲスト
- 第11回（2010年8月16日） 下田麻美、明坂聡美
- 第18回（2010年11月22日） 儀武ゆう子
- 第21回（2011年1月3日） 井口裕香
- 第37回（2011年8月15日） marble
- 第46回（2011年12月19日） 井口裕香、儀武ゆう子
- 第58回（2012年6月4日） 鷲崎健
- 第63回（2012年8月13日） 松来未祐
- 第73回（2012年12月31日） ぷりあでぃす玲奈
- 第84回（2013年6月3日） marble
- 第87回（2013年7月15日） 儀武ゆう子
- 第89回（2013年8月12日） 松島茂
- 第97回（2013年12月2日） 松来未祐
- 第98回（2013年12月16日）田上真里奈
- 第115回（2014年8月11日）大河元気、田野アサミ、田上真里奈
- 第135回（2015年5月18日）小坂りゆ、汐崎アイル
- 第141回・生配信（2015年8月10日）井口裕香
- 第142回（2015年8月24日）竹達彩奈、儀武ゆう子
- 第171、172回（2016年4月4日、11日）大河元気
- 第189、190回（2016年8月8日、15日）鷲崎健
- 第195、196回（2016年9月19日、26日）寿美菜子
- 第200回（2016年10月24日）儀武ゆう子
- 第208、209回（2016年12月19日、26日）井口裕香[2]
- 第223回（2017年4月3日）鷲崎健
- 第224回（2017年4月10日）田上真里奈、はねゆり
- 第241、242回（2017年8月7日、14日）新谷良子
- 第249回（2017年10月2日）立川こはる
- 第263回（2018年1月8日）小野寺丈
- 第285回（2018年6月11日）立川こはる[2]
- 第286回（2018年6月18日）青木佑磨（MC）、立川こはる、立川かしめ、立川只四楼[2]
- 第293、294回（2018年8月6日、13日）唐橋充
- 第307、308回（2018年11月12日、19日）鷲崎健
- 第327回（2019年4月4日）立川こはる
- 第345、346回（2019年8月8日、15日）豊崎愛生
- 第350回（2019年9月12日）鷲崎健
- 第370回（2020年1月30日）青木佑磨
- 第392、393回（2020年8月6日、2020年8月13日）井口裕香
- 第413、414回（2020年12月31日、2020年1月7日）ぷりあでぃす玲奈
- 第425回（2021年4月29日）オッド・アイ
- 第426回（2021年5月6日）鷲崎健
- 第440回（2021年8月12日）佐々木舞香
- 第461、462回（2022年1月6日、2022年1月13日）宮島咲良
- 第487、488回（2022年8月4日、2022年8月11日）井口裕香
- 第508、509回（2022年12月29日、2023年1月5日）新谷良子

## 公開イベント
阿澄佳奈 みんなで星空ひなたぼっこ【昼の部】
- 2013年8月18日 - 文化放送メディアプラスホール

出演：阿澄佳奈
スペシャルゲスト: 松来未祐
阿澄佳奈 みんなで星空ひなたぼっこ【夜の部】
- 2013年8月18日 - 文化放送メディアプラスホール

出演：阿澄佳奈
スペシャルゲスト: 松来未祐、marble
井口裕香のむ～～～ん ⊂（　＾ω＾）⊃　DVDじゅう＆阿澄佳奈　星空ひなたぼっこ　DVD6発売記念公開収録【む～～～ん】
- 2016年12月18日 - 文化放送メディアプラス13F スカイラウンジ

出演：井口裕香、阿澄佳奈
井口裕香のむ～～～ん ⊂（　＾ω＾）⊃　DVDじゅう＆阿澄佳奈　星空ひなたぼっこ　DVD6発売記念公開収録【星ひな】
- 2016年12月18日 - 文化放送メディアプラス13F スカイラウンジ

出演：阿澄佳奈、井口裕香
阿澄佳奈 星空ひなたぼっこ 落語会
- 2017年11月25日 - 文化放送メディアプラス13F スカイラウンジ

出演：阿澄佳奈、立川こはる、笹木美きえ、桂竹わ
阿澄佳奈 星空ひなたぼっこ DVD7発売記念公開収録＜第一部＞
- 2018年5月27日 - 文化放送メディアプラスホール

出演：阿澄佳奈、立川こはる、立川かしめ、立川只四楼、青木佑磨
阿澄佳奈 星空ひなたぼっこ DVD7発売記念公開収録＜第二部＞
- 2018年5月27日 - 文化放送メディアプラスホール

出演：阿澄佳奈、立川こはる、立川かしめ、立川只四楼、青木佑磨
「阿澄佳奈 星空ひなたぼっこ」落語会 Vol.2
- 2019年6月16日 - 文化放送メディアプラスホール

出演：阿澄佳奈、立川こはる、鷲崎健、立川かしめ
阿澄佳奈 星空ひなたぼっこ DVD8発売記念公開収録＜第一部＞
- 2019年10月6日 - 文化放送メディアプラスホール

出演：阿澄佳奈、川尻恵太
阿澄佳奈 星空ひなたぼっこ DVD8発売記念公開収録＜第二部＞
- 2019年10月6日 - 文化放送メディアプラスホール

出演：阿澄佳奈、じん
13年間のありがとうをこめて♡星空ひなたぼっこリスナー感謝祭＜第一部＞
- 2023年5月21日 - 文化放送メディアプラスホール

出演：阿澄佳奈
13年間のありがとうをこめて♡星空ひなたぼっこリスナー感謝祭＜第二部＞
- 2023年5月21日 - 文化放送メディアプラスホール

出演：阿澄佳奈

## 関連商品
DVD
- 阿澄佳奈 星空ひなたぼっこ DVD
- 阿澄佳奈 星空ひなたぼっこ ゲストスペシャルDVD
- 阿澄佳奈 星空ひなたぼっこ DVD3
- 阿澄佳奈 星空ひなたぼっこ DVD4
- 阿澄佳奈 星空ひなたぼっこ DVD5
- 阿澄佳奈 星空ひなたぼっこ DVD6
- 阿澄佳奈 星空ひなたぼっこ DVD7
- 阿澄佳奈 星空ひなたぼっこ DVD8

CD
- ことのはつむぎ
- ことのはつむぎ2
- ことのはつむぎ3
- ことのはつむぎ4